# Gaudium et Spes
Gaudium et Spes (hrvatski: Radost i Nada) je pastoralna konstitucija o Crkvi u suvremenom svijetu, jedna od četiri apostolske konstitucije proizašle iz Drugog vatikanskog sabora. Dokument je pregled učenja Katoličke Crkve o odnosu čovječanstva prema društvu, a posebno u odnosu na ekonomiju, siromaštvo, socijalnu pravdu, kulturu, znanost, tehnologiju i ekumenizam.

## Povijest
Odobrena je glasovima biskupa okupljenih u Saboru, a proglasio ju je papa Pavao VI., 7. prosinca 1965., na zadnji dan zasjedanja Drugog vatikanskog sabora. 

## Sadržaj
Dokument nije izrađen prije Sabora, nego je proizašao iz rasprava i bio je jedan od posljednjih proglašenih na Saboru. Papa Ivan XXIII. smrtno bolestan u to vrijeme, nije mogao sudjelovati, i umro je ubrzo.
Prethodni Prvi vatikanski sabor (1869. – 1870.) pokušao je obraniti ulogu Crkve u sve sekularnijem svijetu. Oni koji tumače svrhu Drugog vatikanskog sabora kao prihvaćanje ovoga svijeta koriste Gaudium et spes kao primarnu hermeneutiku za sve ostale dokumente Drugog vatikanskog sabora. Jedan od kardinala, Leo Joseph Suenens iz Belgije, pozvao je Drugi vatikanski sabor, da se pozabavi društvenom odgovornosti za Treći svijet, patnjama, međunarodnim mirom, ratovima i siromašnima.
Marie-Dominique Chenu, glasoviti profesor na Papinskom sveučilištu Tome Akvinskog - Angelicum bio je utjecajan u sastavljanju Gaudium et spes.

## Vanjske poveznice
Mrežna mjesta
- Gerald O'Collins, Trideset godina konstitucije 'Gaudium et spes', Crkva u svijetu 2/1996.